# Genista tetragona
Genista tetragona là một loài thực vật có hoa trong họ Đậu. Loài này được Besser miêu tả khoa học đầu tiên.